# Paul Georg von Möllendorff
Paul Georg von Möllendorff (Zehdenick, Prusia, 17 de febrero de 1847 - Ningbo, China, 20 de abril de 1901) fue un diplomático y lingüista alemán, conocido por sus servicios como consejero del emperador Gojong y por sus contribuciones al campo de la sinología. También es famoso por haber creado la romanización de la lengua manchú.

## Fuente
Lee Yur-Bok. West Goes East: Paul Georg Von Möllendorff and Great Power Imperialism in Late Yi Korea. Honolulu: University of Hawaii Press, 1988.

## Obras seleccionadas
- (con Otto Franz von Möllendorff.) Manual of Chinese Bibliography, Being a List of Works and Essays Relating to China. Shanghai, London: Kelly & Walsh, Trübner & co., 1876.
- "Essay on Manchu Literature." Journal of the North China Branch of the Royal Asiatic Society 24, no. 113 (1889-90): 1-45.
- Paul Georg von Möllendorff (1892). A Manchu Grammar. Printed at the American Presbyterian mission press. Shanghái, 1892.
- "Die Juden in China." In Monatsschrift für Geschichte und Wissenschaft des Judentums. (1895): 327-331
- Ningpo Colloquial Handbook. Shanghái: American Presbyterian Mission Press, 1910.